# بروك موتوم
بروك موتوم (بالإنجليزية: Brock Motum)‏ مواليد 16 أكتوبر 1990، هو لاعب كرة سلة أسترالي يلعب في الدوري الأسترالي لكرة السلة ويحمل الرقم 12. يبلغ طوله 6 قدم 10 بوصة (2.1 م).

## روابط خارجية
- بروك موتوم على موقع الاتحاد الدولي لكرة السلة (الإنجليزية)
- بروك موتوم على موقع الدوري الأوروبي لكرة السلة (الإنجليزية)
- بروك موتوم على موقع دوري كرة السلة الياباني للمحترفين (اليابانية)
- بروك موتوم على موقع سبورتس رفرنس (الإنجليزية)
- بروك موتوم على موقع الدوري الإسباني لكرة السلة (الإسبانية)
- بروك موتوم على موقع كرة السلة الأوروبية.كوم (الإنجليزية)
- بروك موتوم على موقع كلية كرة السلة في سبورتس رفرنس.كوم (الإنجليزية)
- بروك موتوم على موقع ريلجم (الإنجليزية)
- بروك موتوم على موقع بروبوليرز (الإنجليزية)
- بروك موتوم على موقع سبورتس رفرنس (الإنجليزية)